# Deppoldshausen
Deppoldshausen ist ein nördlicher Stadtbezirk der Universitätsstadt Göttingen in Niedersachsen. Zusammen mit Weende bildet er eine Ortschaft. Die am Rand der Großstadt liegende kleine Siedlung um ein ehemaliges Vorwerk hat ihren ländlichen Charakter erhalten.

## Lage
Deppoldshausen liegt am nordöstlichen Ende auf der Höhe des Göttinger Waldes in einer Höhe von 347 m ü. NN am Nordrand einer Waldlichtung von etwa 1,2 mal 1,7 km Ausdehnung im Pleßforst. Die tief eingeschnittenen Täler Jeidental im Südwesten und Uhlenloch im Süden beginnen in der Nähe der Siedlung, führen jedoch erst deutlich unterhalb Wasser.
Die Ortschaft am äußersten Rand des Stadtgebiets wird durch keine Durchgangsstraße erschlossen, sondern nur durch eine etwa 3 Kilometer lange, schmale Stichstraße erreicht, die von der Kreisstraße K 4 (Otto-Hahn-Straße) nördlich abzweigt.

## Geschichte
Wann Deppoldshausen gegründet wurde, ist nicht bekannt. Die erste schriftliche Erwähnung ist aus dem Jahr 1055 unter dem Namen Thieppoldeshusen überliefert, dort wird erwähnt, dass in Deppoldshausen kleine Waldäckerchen vorhanden wären, damit dürfte die Rodung in nicht allzu ferner Vergangenheit begonnen haben, was eine Gründung des Ortes auf das 10. Jahrhundert vermuten lässt. Es handelt sich um einen der in der Region sehr häufigen Ortsnamen mit der Endung -hausen, der erste Namensteil geht auf den alten Personennamen Thiedbald zurück. Der ursprüngliche Siedlungsort, an dessen Stelle heute eine große Feldscheune steht, lag etwa 200 Meter südlich der heutigen Siedlung und wurde bereits zu Beginn des 14. Jahrhunderts zur Wüstung, die Äcker wurden teilweise von Weende aus bewirtschaftet. Dieser ehemalige Ort trug die Namen Deboldeshusen, Dyepoldeshusen, Debbeldeshusen und ab der Mitte des 15. Jahrhunderts bis 1600 Debeldeshusen. Erst danach wird der heutige Ortsname Deppoldshausen archivalisch in den Überlieferungen fassbar. Doch noch im 19. Jahrhundert – so von Goethe bei seinem Besuch 1801 – wurde die Siedlung auch Döppelshausen genannt.
Die Besitzrechte lagen ursprünglich hauptsächlich bei dem Kloster Weende und den Herren von Plesse, welche in Deppoldshausen bereits damals ein erstes Vorwerk errichteten und ihre gesamten Anteile an dem Dorf im Jahre 1307 an das Kloster Weende verkauften, jedoch das Gericht und die Vogtei sowie einige Ländereien im Nordteil der Feldmark behielten. So wird unter anderem auch bezeugt, dass am 9. Februar 1490 Hans Dorynges von Bovenden, ein Bürger aus Northeim, von den Plessern mit einer Hufe und einem Sedelhof in Deppoldshausen belehnt wurde. Nach deren Aussterben 1571 bis zum Wiener Kongress Anfang des 19. Jahrhunderts unterstand der Ort den Landgrafen von Hessen.
Nach mehreren nicht erfolgreichen Versuchen der Wiederbesiedlung erwarb 1777 der Förster Adam Dietrich Schecke (* 1746 in Eddigehausen) das zuvor schon mit seiner Familie verbundene Gelände der Wüstung zum Lehen und errichtete bis 1779 eine Landwirtschaft und ein Gasthaus. An Bauten entstanden Wohnhaus, Scheune, Stallung, Backhaus und Bienenhaus. Unterstützung fand Schecke dabei von zwei gelehrten Herren aus Göttingen, die ihm 800 Taler zukommen ließen, damit er Vieh kaufen und die Scheune erbauen konnte. Die Hofanlage wurde in der folgenden Generation 1838 um weitere Gebäude ergänzt und zu einem Vierseithof erweitert, später von der Klosterkammer Hannover erworben und bis 1958 dem Klostergut in Weende als Vorwerk angeschlossen.
Die Gemeinde wurde am 1. Januar 1973 in die Stadt Göttingen eingegliedert. Sie hatte zu diesem Zeitpunkt nur noch sechs Einwohner auf 4,88 km² Fläche. Stand 2021 hatte der Ortsteil 13 Einwohner.

## Politik
Deppoldshausen hat zusammen mit der Ortschaft Weende einen Ortsrat, der 13 Mitglieder umfasst. Seit der Kommunalwahl 2021 ist dieser wie folgt besetzt:

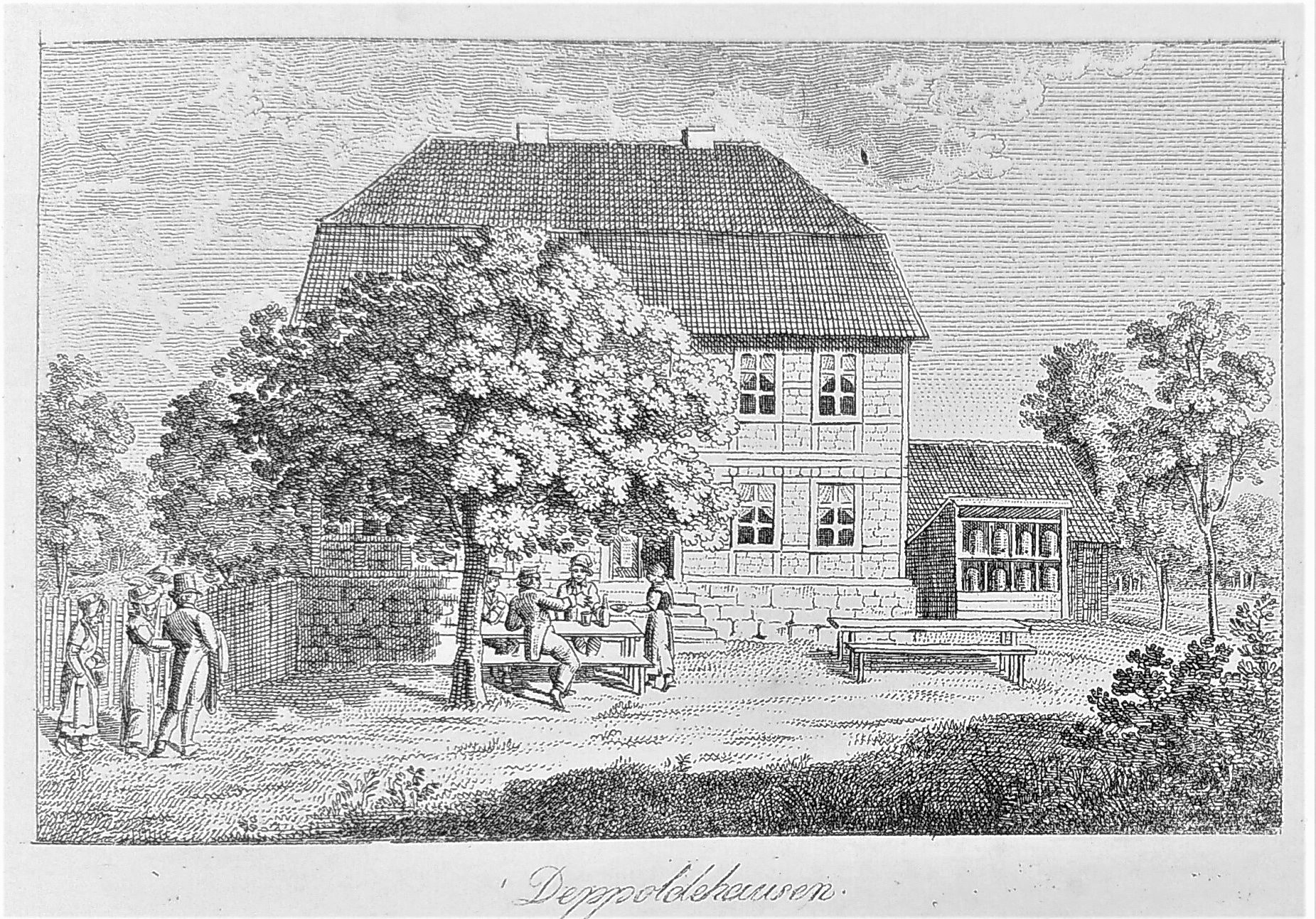
Barockes Wohnhaus mit Gastwirtschaft und Rastplatz in Deppoldshausen, nach 1810

| Ortsrat Weende-Deppoldshausen 2021Insgesamt 13 Sitze - SPD: 3 - Grüne: 6 - FDP: 1 - CDU: 3 |

## Gebäude
Die vierseitige Hofanlage des ehemaligen Vorwerks besteht im Süden aus dem Wohnhaus von 1779, einem schlichten, zweigeschossigen Fachwerkhaus unter Halbwalmdach mit 11 Gefachachsen, 5 Fensterachsen, symmetrischer Fassadengestaltung und Mitteleingang. Das Gebäude und die eine Hoffläche rahmenden Wirtschaftsgebäude aus Bruchsteinmauerwerk von 1838 sind derzeit ruinös und das nach Norden abschließende „Torhaus“ ist modern als Wohnhaus überformt. Insgesamt ist der von der Denkmaltopographie 1982 beschriebene „hervorragend geschlossene und fast originale Eindruck“ der Anlage nicht mehr erlebbar.

Ein romantischer Stammbuch-Kupferstich des frühen 19. Jahrhunderts zeigt, dass die von Schecke in den 1770er Jahren eingerichtete Gastwirtschaft eigentlich eine Außenwirtschaft des Vorwerks war. Sie diente Ausflügern aus Göttingen und als Rastplatz für Wanderer von Göttingen zur Burg Plesse, wie mehrere historische Studentenführer und Reisebücher beschreiben. Als prominenter Besucher kehrte Goethe hier am 12. August 1801 ein. Ab 1815 gab es Tanzmusik. Die Gastwirtschaft bestand bis 1890.

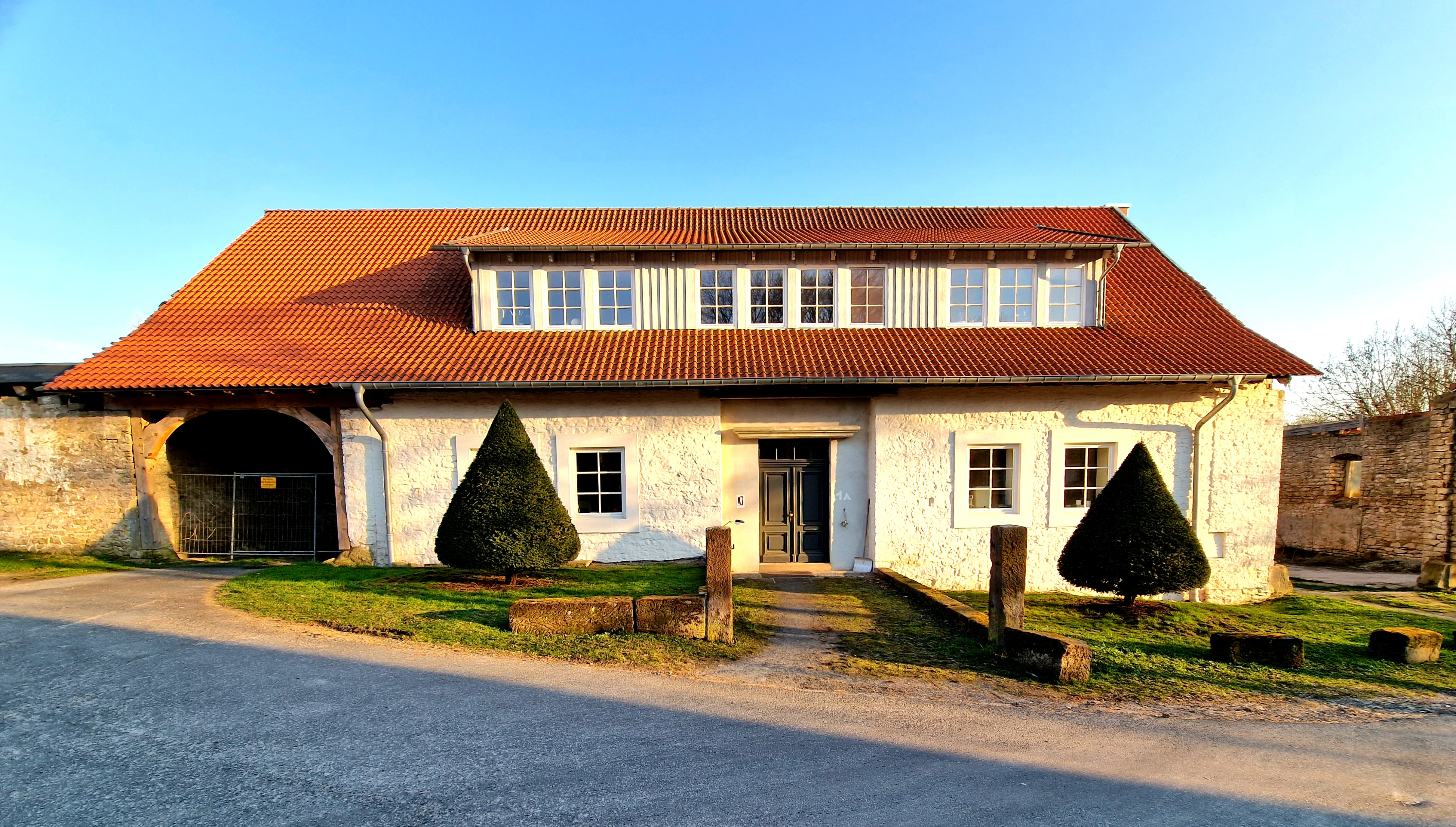
Überformtes Stall- und Torhaus des Vorwerks Deppoldshausen (2023)

Im Innenhof der Hofanlage befindet sich ein rund 100 m tiefer Schachtbrunnen, der 1937 auf 130 m vertieft wurde. Während in der Veröffentlichung von Heinrich Lücke (1969) der aufwändig hergestellte Brunnen mit den Vorwerks-Neubauten von 1838 in Verbindung gebracht wurde, vermutete Andreas Hartwig 2006 in seinem Forschungsbericht, dass es sich um einen mittelalterlichen Brunnen der in einiger Entfernung liegenden Burg Plesse handelt.
Die Hofanlage ist im näheren Umfeld im 20. Jahrhundert baulich durch Wirtschafts- und Wohngebäude erweitert worden. Das in der Denkmaltopographie am Ostrand der Siedlung als Besonderheit erwähnte Saisonarbeiter-Wohnhaus von ca. 1925 soll wohl das letzte im Stadtgebiet von Göttingen sein.

## Bewirtschaftung und Energiewald

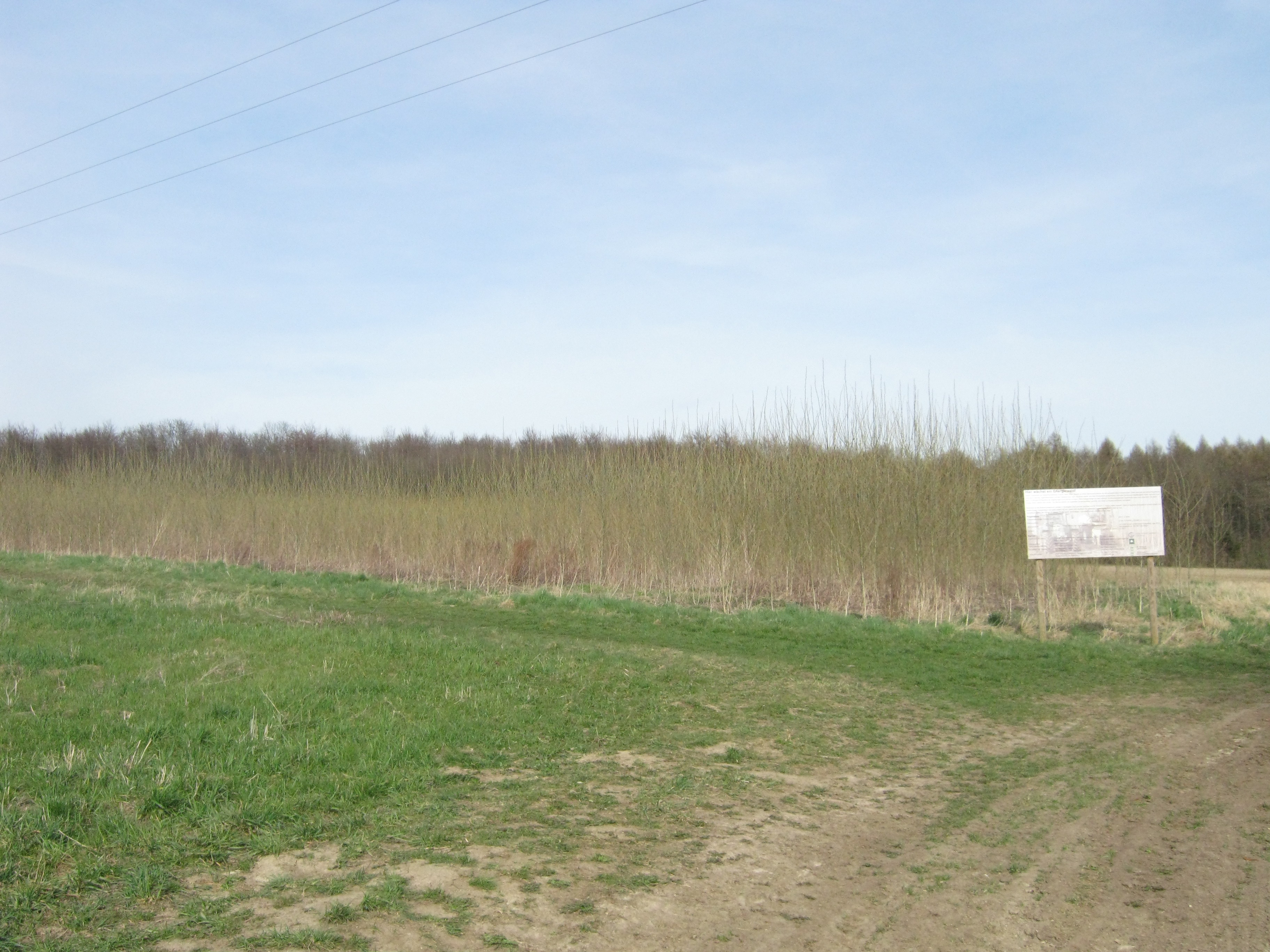
Energiewald am Ortsrand (Aufnahme 2015)

Mittlerweile sind die umliegenden Felder von der Klosterkammer an die Universität Göttingen verpachtet worden, um hier Versuchswirtschaften der Fakultät für Agrarwissenschaften auf einem typischen Gesteinsverwitterungsboden zu betreiben.
Am nordöstlichen Ortsrand befindet sich seit 2012 ein 2 Hektar großer Energiewald der Universität Göttingen. Die Anpflanzung einer besonderen Pappelzüchtung ist auf 21 Jahre angelegt und dient der Produktion von Holzschnitzeln für das Bioenergiezentrum Leinetal (BEL) in Hardegsen. Die Ernte soll etwa alle 3 bis 5 Jahre erfolgen, wenn die Pappeln sechs bis neun Meter Höhe erreicht haben. Erwartet wird ein jährlicher Ertrag von ca. 10 bis 13 Tonnen pro Hektar.
Östlich der Siedlung befinden sich noch kleine mittlerweile brachliegende historische Felder mit traditioneller Strauchbegrenzung.